# علاء ستار
علاء عبد الستار جبار (1 يوليو 1983-)، لاعب كرة قدم عراقي سابق، لعب لصالح نادي الزوراء ومثل المنتخب الوطني العراقي، ولعب لصالح نادي سوري. لعب مع نادي النفط في مركز الهجوم.